# Espermatogônia
Na multiplicação da espermatogénese, as células que darão origem aos espermatozóides denominam-se espermatogónias, e estão localizadas na periferia dos tubos seminíferos. Durante a puberdade estas células diplóides (possuem 2n cromossomas), entram em proliferação constante, dividindo-se por meioses sucessivas.
No crescimento, estas aumentam de volume devido à síntese e acumulação de substâncias de reserva, originando os espermatócitos I (ou espermatócitos primários).